# Port lotniczy Tacna-Coronel FAP Carlos Ciriani Santa Rosa
Port lotniczy Tacna-Coronel FAP Carlos Ciriani Santa Rosa (IATA: TCQ, IATA: SPTN) – port lotniczy położony w Tacna, w regionie Tacna, w Peru.